# 木本好信
木本 好信（きもと よしのぶ、1950年12月8日- ）は、日本の日本史学者、博士。元甲子園短期大学学長、龍谷大学特任教授。専門は奈良時代政治史、平安朝日記。

## 来歴
兵庫県生まれ。1978年3月駒澤大学大学院人文科学研究科日本史学専攻博士後期課程単位修得満期退学。1978年4月明治大学大学院文学研究科史学専攻研究生。
山形県立米沢女子短期大学助教授、1993年同教授に就任。2000年甲子園短期大学教授。2003年「奈良時代政治社会史の研究」で博士（学術）（考査：帝塚山大学、直木孝次郎教授・岩本次郎教授審査）。
2010年甲子園短期大学学長を経て、2012年に特任教授。駒澤大学、国士舘大学、山形大学、日本大学大学院、法政大学各大学兼任講師。2013年から龍谷大学大学院文学研究科非常勤講師を経て、2017年より龍谷大学文学部歴史学科日本史学専攻教授（古代史ゼミを担当）。2021年定年により大学教員生活を引退。朝日カルチャーセンター京都教室講師。SBS(静岡放送)学苑パルシェ校講師。姫路市生涯学習大学校講師など歴任。
- 専門分野のおもしろさについて「古代史は、中世史以降の分野と違い絶対的に史料が少ない。だから解明されてないことが多い。少ない史料をいかに駆使して新しい事実を明白にしていくか」とする。
- 専門分野を選んだ理由は「高校の通学途中に奈良時代の天皇陵があり、そこに葬られている天皇のことが知りたいと思ったことから。また大学時代の恩師が平安時代の日記を専門にされていて影響を受けた」から[4]。

## 著書

### 単著
- 『平安朝日記と記録の研究 －その逸文史料－』みつわ 1980
- 『藤原仲麻呂政権の研究』みつわ 1981
- 『平安朝日記と逸文の研究 －日記逸文にあらわれたる平安公卿の世界－』桜楓社 1987
- 『大伴旅人・家持とその時代 －大伴氏凋落の政治史的考察－』桜楓社 1993
- 『藤原仲麻呂政権の基礎的考察』高科書店 1993／志学社選書 2021 改訂版
- 『奈良朝政治と皇位継承』高科書店 1995
- 『藤原式家官人の考察』高科書店 1998／岩田書院 2019 改訂版
- 『平安朝官人と記録の研究 －日記逸文にあらわれたる平安公卿の世界－』おうふう 2000
- 『律令貴族と政争 －藤原氏と石上氏をめぐって－』塙選書 2001
- 『奈良時代の人びとと政争』おうふう 2003
- 『奈良時代の藤原氏と諸氏族 －石川氏と石上氏－』おうふう 2004
- 『万葉時代の人びとと政争』おうふう 2008
- 『平城京左京三条五坊から －ある古代史研究者の随想－』つばら文庫 2009
- 『平城京時代の人びとと政争』つばら 2010
- 『藤原仲麻呂 －率性は聡く敏くして－』ミネルヴァ書房・ミネルヴァ日本評伝選 2011
- 『奈良時代の政争と皇位継承』吉川弘文館 2012
- 『藤原四子 －天下を鎮安す－』ミネルヴァ書房・ミネルヴァ日本評伝選 2013
- 『藤原種継－都を長岡に遷さむとす－』ミネルヴァ書房・ミネルヴァ日本評伝選 2015
- 『藤原北家・京家官人の考察』岩田書院 2015
- 『奈良平安時代の人びとの諸相』おうふう 2016
- 『藤原南家・北家官人の考察』岩田書院 2019[5]
- 『奈良平安時代史の諸問題』和泉書院 2021
- 『奈良時代　律令国家の黄金期と熾烈な権力闘争』中公新書 2022

### 編著
- 大江匡房『江記逸文集成』編 国書刊行会 1985 古代史料叢書
- 『朔旦冬至部類』校訂 大進社印刷製本出版 1985
- 『古代の東北 －歴史と民俗－』編 高科書店 1989
- 『奈良朝典籍所載仏書解説索引』編 国書刊行会 1989 国書索引叢刊
- 『藤原仲麻呂政権とその時代』岩田書院 2013
- 『古代史論聚』岩田書院 2020

### 共編
- 『政事要略総索引』大島幸雄共編 国書刊行会 1982 国書索引叢刊
- 『朝野群載総索引』大島幸雄共編 国書刊行会 1982 国書索引叢刊
- 『親経卿記』大島幸雄・細谷勘資共編 高科書店 1994
- 『朔旦冬至部類ー影印と翻刻』樋口健太郎共編 武蔵野書院 2018
- 『時範記逸文集成』樋口健太郎・中丸貴史共編 岩田書院 2018 史料選書6

### 論文
- CiNii>